# Арманианские руны
Арманианские руны (или Арманианский футарк) — это 18 псевдорун, вдохновлённых историческими рунами младшего футарка, изобретённых австрийским мистиком и сторонником возрождения германской культуры Гвидо фон Листом во время временной слепоты в 1902 году и описанных в его книге «Das Geheimnis der Runen» («Тайна рун»), опубликованной в 1906 году в виде статьи в журнале, а в 1908 году — в виде отдельной книги. Название призвано связать руны с предполагаемыми арманами, которых фон Лист считал древними арийскими жрецами-королями. Руны продолжают использоваться и сегодня в эзотерике и германском неоязычестве.

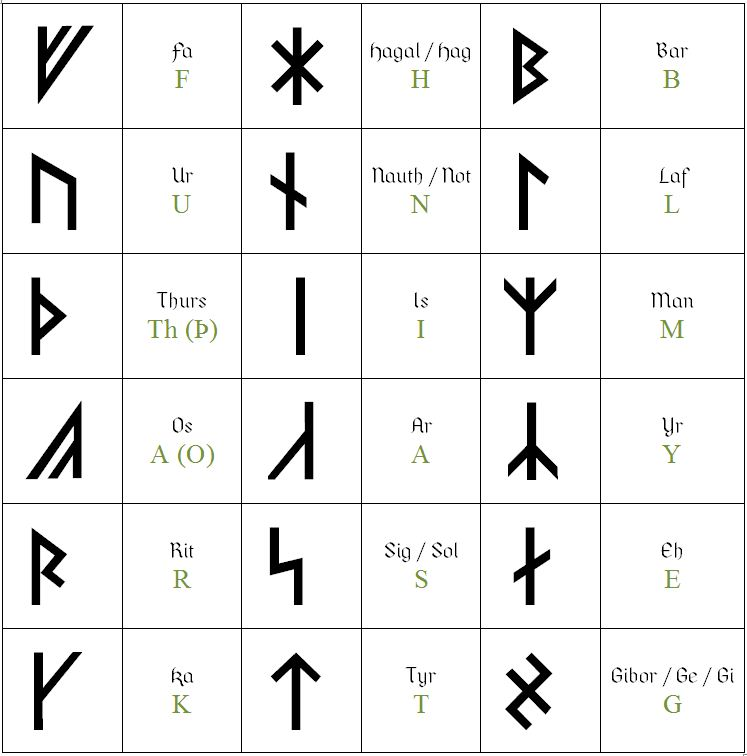
Араменские руны и их транскрипция

## Публикация
Фон Лист утверждал, что псевдоруны открылись ему во время 11-месячной временной слепоты после операции по удалению катаракты на обоих глазах в 1902 году. Это видение в 1902 году якобы открыло то, что Лист называл своим «внутренним глазом», с помощью которого ему открылась «Тайна рун». Лист утверждал, что его «Арманен Футарк» зашифрован в «Рунатали» «Поэтической Эдды» (строфы с 138 по 165 «Хеймдалля»), а строфы с 147 по 165, где Один перечисляет восемнадцать мудростей (строфа 164 является интерполяцией), интерпретируются как «песня 18 рун». Лист и многие его последователи считали, что его руны представляют собой «первоначальные руны», на которых основаны все исторические ряды рун. Книга была посвящена его хорошему другу Фридриху Ваннике, и во введении, перед обсуждением рун, приводится копия переписки между Ваннике и Листом.
«Тайна рун» была опубликована в Лейпциге и Вене в 1908 году Обществом Гвидо фон Листа (Грос-Лихтерфельде). Она также была известна как GLB 1 из серии «Библиотека Гвидо фон Листа» (GLB).
Книга также была опубликована в виде периодической статьи под названием «Тайна рун», «Neue Metaphysische Rundschau» 13 (1906), 23-4, 75-87, 104-26.
Английский перевод книги был опубликован в 1988 году Стивеном Э. Флауэрсом.

## Список рун

Круговое расположение арманианских рун.

Строка в списке основана на Младшем Футарке, названия и звуковые значения в основном близки к англосаксонскому Футарку. Десятая руна Ar и последняя «руна», Gibor, были добавлены в Младшем Футарке. Первая, возможно, была взята из англосаксонской руны Cen, перевёрнутой так, что короткая «нога» указывает влево, а не вправо, как в оригинальном англосаксонском руническом алфавите. Или, что более вероятно, из шведской далекарлийской руны Er (единственной сохранившейся руны, которая выглядит точно так же и имеет очень похожее звучание). Второй был средневековым немецким геральдическим символом, изначально изображавшим волчью ловушку. Последний вообще не имел ничего общего с рунами, пока Лист не «сделал» его «руной», добавив в список. Если не считать двух дополнительных рун и смещения руны Man с 13-го на 15-е место, последовательность идентична Младшему Футарку.
Лист отметил в своей книге "Тайна рун", что "рунический футарх (= руническая азбука) в древние времена состоял из шестнадцати символов". Он также называл руны Арманена "Арманен Футарх", о которых Стивен Э. Флауэрс отмечает в своем английском переводе 1988 года списков 1907/08 "Das Geheimnis der Runen", что "Обозначение "футарх" основано на первых семи рунах, а именно F U T A R K H (или З) именно по этой причине имя собственное — не футарк, как его обычно и неправильно пишут, а скорее "футарх" с буквой "н" в конце".
Первые шестнадцать рун фон Листа соответствуют шестнадцати рунам младшего футарка с небольшими изменениями в названиях (и частично зеркальными формами). Две дополнительные руны в общих чертах напоминают англосаксонские футарки.

## Связь сфолькистскойидеологией
Книга Листа стала основой для более поздних течений германского мистицизма и нацистского оккультизма. Арманские руны использовались в магических целях в работах таких авторов, как Фридрих Бернхард Марби и Зигфрид Адольф Куммер, а после Второй мировой войны — в реформированной «пансофической» системе Карла Шпизбергера. В последнее время Стивен Флауэрс, Адольф Шляйпфер, Ларри Э. Кэмп и другие также опираются на систему Листа. Книга также остаётся популярной в немецком неонацизме, а Адольф Шляйпфер издал её переиздание под названием «Орден арийцев».
В XIX веке интерес к руническим алфавитам (таким как научная дисциплина рунология) возродился в Германии благодаря народническому движению, которое продвигало интерес к германскому фольклору и языку в противовес быстрой модернизации Германской империи при кайзере Вильгельме I. Крах Вильгельмовской Германии в конце Первой мировой войны привёл к всплеску интереса к народнической идеологии, которая отвергала либерализм, демократию, социализм и промышленный капитализм — все эти черты, отражённые в политической системе Веймарской Германии, — как «негерманские» и вдохновлённые подрывными еврейскими влияниями.
К концу войны (1918 году) в Германии насчитывалось около семидесяти пяти народнических групп, пропагандировавших различные псевдоисторические, мистические, расовые и антисемитские взгляды. Это оказало большое влияние на зарождающуюся нацистскую партию. В своей книге «Моя борьба», написанной в 1925 году, Гитлер писал, что «основные идеи национал-социалистического движения являются народническими, а народнические идеи являются национал-социалистическими».
Работа Листа привела к тому, что его «арманские руны» были приняты движением «Фёлькиш», которое уже использовало свастику в качестве символа германской древности, и с тех пор руны Листа стали неотъемлемой частью немецкой и австрийской националистической социалистической символика. Генрих Гиммлер, возглавлявший СС с 1929 по 1945 год, был одним из многих ведущих нацистских деятелей, связанных с Обществом Туле фолькистской группой, и его интерес к германскому мистицизму привёл к тому, что он использовал различные руны Листа для СС. Некоторые из них уже были приняты членами СС и предшествующих им организаций, но Гиммлер систематизировал их использование во всей СС. До 1939 года члены Всеобщей СС проходили обучение рунической символике при вступлении в организацию.
Рунические знаки использовались с 1920-х по 1945 год на флагах СС, униформе и других предметах в качестве символов различных аспектов нацистской идеологии и германского мистицизма. Они также олицетворяли добродетели, которые считались желательными для членов СС, и были основаны на порядке рун, разработанном Карлом Марией Вилигутом, который он в общих чертах создал на основе исторических рунических алфавитов.